# 世界剣道選手権大会
世界剣道選手権大会（せかいけんどうせんしゅけんたいかい、英語でWorld Kendo Championships（ワールド・ケンド・チャンピオンシップ）（WKC））は、1970年から3年に1度開催されている剣道の世界選手権大会。主催は国際剣道連盟。

## 概要
1970年に設立された国際剣道連盟（International Kendo Federation, FIK）によって1970年以来3年に1度アジア、アメリカ、ヨーロッパの持ち回りで開催されている。第1回（1970年）の参加国は17国であったが、近年は40国前後まで増えている。
世界一を決める大会ではあるが、剣道の発展途上国も多く、特に女子の部は歴史も浅いため、実際には全日本剣道選手権大会や全国警察剣道選手権大会の方がレベルは高いとされる。日本人が移民したアメリカ、ブラジルや、日本の統治下にあった韓国、台湾等、第二次世界大戦以前から剣道が普及している国と、戦後から剣道を始めた国との格差は大きい。
第12回大会（2003年）までは、日本が男女共に団体・個人の全4部門優勝を果していたが、第13回大会（2006年）の男子団体戦で日本がアメリカに準決勝で敗れ第三位に終わったため、第1回大会以来続いてきた日本男子団体の連覇は12でストップした。この第13回大会が、日本が唯一男女全4部門での優勝を逃した大会となっている。第14回大会（2009年）以降は、再び日本の男子団体が5連覇を続けている。なお、男子個人では、日本人選手が全大会18連覇を死守し続けている。日本の女子は団体・個人とも全大会9連覇を続けている。
外国人審判員のレベルの低さが指摘されることがある。国際剣道連盟は審判講習会を開き、受講を義務付けている。全日本剣道連盟から日本人講師が派遣され、審判技術が指導されている。
2015年の大会では、韓国側の観客から判定を不服とするブーイング等の日本の剣道界ではタブーとされる行為があり、2018年の世界剣道大会では、韓国が審判員が日本に有利な判定をしているとして、ビデオ判定システムの導入を求めている。
第18回大会（2021年）は中止。第19回大会（2024年）はイタリアで開催された。第20回大会（2027年）は日本で開催。

## 歴代優勝国

### 男子団体
| 回 | 開催年 | 優勝 | 準優勝               | 第三位                                |
| -- | ------ | ---- | -------------------- | ------------------------------------- |
| 1  | 1970年 | 日本 | チャイニーズタイペイ | 沖縄県 ブラジル                       |
| 2  | 1973年 | 日本 | カナダ               | アメリカ合衆国 ハワイ州               |
| 3  | 1976年 | 日本 | カナダ               | アメリカ合衆国 · チャイニーズタイペイ |
| 4  | 1979年 | 日本 | 韓国                 | アメリカ合衆国 ハワイ州               |
| 5  | 1982年 | 日本 | ブラジル             | アメリカ合衆国 韓国                   |
| 6  | 1985年 | 日本 | ブラジル             | カナダ 韓国                           |
| 7  | 1988年 | 日本 | 韓国                 | ブラジル カナダ                       |
| 8  | 1991年 | 日本 | 韓国                 | チャイニーズタイペイ · カナダ         |
| 9  | 1994年 | 日本 | 韓国                 | チャイニーズタイペイ · カナダ         |
| 10 | 1997年 | 日本 | 韓国                 | ブラジル · チャイニーズタイペイ       |
| 11 | 2000年 | 日本 | 韓国                 | ブラジル カナダ                       |
| 12 | 2003年 | 日本 | 韓国                 | アメリカ合衆国 イタリア               |
| 13 | 2006年 | 韓国 | アメリカ合衆国       | 日本 · チャイニーズタイペイ           |
| 14 | 2009年 | 日本 | アメリカ合衆国       | ブラジル 韓国                         |
| 15 | 2012年 | 日本 | 韓国                 | アメリカ合衆国 · ハンガリー           |
| 16 | 2015年 | 日本 | 韓国                 | アメリカ合衆国 · ハンガリー           |
| 17 | 2018年 | 日本 | 韓国                 | アメリカ合衆国 · チャイニーズタイペイ |
| 19 | 2024年 | 日本 | 韓国                 | アメリカ合衆国 フランス               |

### 男子個人
| 回 | 開催年 | 開催国               | 参加人数 | 優勝者     | 年齢 | 段位     | 職業           |
| -- | ------ | -------------------- | -------- | ---------- | ---- | -------- | -------------- |
| 1  | 1970年 | 日本                 |          | 小林三留   |      | 七段     | 大阪府警察官   |
| 2  | 1973年 | アメリカ合衆国       |          | 桜木哲史   |      | 五段     | 佐賀県教員     |
| 3  | 1976年 | イギリス             |          | 横尾英治   |      | 五段     | 和歌山県教員   |
| 4  | 1979年 | 日本                 |          | 山田博徳   |      | 七段     | 熊本県警察官   |
| 5  | 1982年 | ブラジル             |          | 蒔田実     |      | 六段     | 日本運送社員   |
| 6  | 1985年 | フランス             |          | 香田郡秀   |      | 六段     | 筑波大学職員   |
| 7  | 1988年 | 韓国                 |          | 大城戸功   |      | 六段     | 愛媛県警察官   |
| 8  | 1991年 | カナダ               |          | 武藤士津夫 |      | 六段     | 福島県警察官   |
| 9  | 1994年 | フランス             |          | 高橋英明   |      | 錬士六段 | 京都府警察官   |
| 10 | 1997年 | 日本                 | 160      | 宮崎正裕   | 34   | 教士七段 | 神奈川県警察官 |
| 11 | 2000年 | アメリカ合衆国       | 196      | 栄花直輝   | 32   | 錬士六段 | 北海道警察官   |
| 12 | 2003年 | イギリス             | 220      | 佐藤博光   | 31   | 五段     | 大阪府警察官   |
| 13 | 2006年 | チャイニーズタイペイ | 166      | 北条将臣   | 32   | 六段     | 神奈川県警察官 |
| 14 | 2009年 | ブラジル             | 149      | 寺本将司   | 34   | 錬士六段 | 大阪府警察官   |
| 15 | 2012年 | イタリア             | 190      | 高鍋進     | 35   | 錬士六段 | 神奈川県警察官 |
| 16 | 2015年 | 日本                 | 211      | 網代忠勝   | 34   | 錬士六段 | 兵庫県警察官   |
| 17 | 2018年 | 韓国                 | 205      | 安藤翔     | 28   | 五段     | 北海道警察官   |
| 19 | 2024年 | イタリア             |          | 星子啓太   | 25   | 五段     | 警視庁         |

### 女子団体
| 回 | 開催年 | 優勝  | 準優勝   | 第三位                        |
| -- | ------ | ----- | -------- | ----------------------------- |
| 10 | 1997年 | 日本B | 日本A    | アメリカ合衆国B 韓国A         |
| 11 | 2000年 | 日本  | ブラジル | アメリカ合衆国 カナダ         |
| 12 | 2003年 | 日本  | 韓国     | チャイニーズタイペイ · カナダ |
| 13 | 2006年 | 日本  | 韓国     | カナダ ドイツ                 |
| 14 | 2009年 | 日本  | 韓国     | アメリカ合衆国 ブラジル       |
| 15 | 2012年 | 日本  | 韓国     | ブラジル ドイツ               |
| 16 | 2015年 | 日本  | 韓国     | アメリカ合衆国 ブラジル       |
| 17 | 2018年 | 日本  | 韓国     | カナダ オーストラリア         |
| 19 | 2024年 | 日本  | 韓国     | アメリカ合衆国 オーストラリア |

### 女子個人
| 回 | 開催年 | 開催国               | 参加人数 | 優勝者     | 年齢 | 段位 | 職業           |
| -- | ------ | -------------------- | -------- | ---------- | ---- | ---- | -------------- |
| 10 | 1997年 | 日本                 | 112      | 木村美姫   |      |      | 奈良県教員     |
| 11 | 2000年 | アメリカ合衆国       | 92       | 河野朋子   |      |      | 福岡県教員     |
| 12 | 2003年 | イギリス             | 124      | 馬場恵子   | 24   | 四段 | 大阪府警察官   |
| 13 | 2006年 | チャイニーズタイペイ | 94       | 杉本早恵子 |      |      | 京都府教員     |
| 14 | 2009年 | ブラジル             | 104      | 鷹見由紀子 | 23   | 四段 | 清和大学職員   |
| 15 | 2012年 | イタリア             | 132      | 佐久間陽子 | 26   | 四段 | 山形県教員     |
| 16 | 2015年 | 日本                 | 154      | 松本弥月   | 23   | 四段 | 神奈川県警察官 |
| 17 | 2018年 | 韓国                 | 171      | 松本弥月   | 26   | 四段 | 神奈川県警察官 |
| 19 | 2024年 | イタリア             |          | 近藤美洸   | 30   | 六段 | 警視庁         |